# Karl Shuker
Karl P. N. Shuker (1959) è uno zoologo e scrittore britannico, attivo nel campo della criptozoologia.
Laureato in zoologia all'Università di Leeds ed in zoologia e fisiologia comparata all'Università di Birmingham, lavora a tempo pieno come autore e consulente indipendente. Appare frequentemente in televisione e alla radio nell'ambito di trasmissioni sul tema della criptozologia. Michael Newton ha detto di lui: "oggi Shuker è globalmente riconosciuto come un autore ed un ricercatore di tutti gli aspetti della vita animale e dei fenomeni inspiegabili, l'erede di Heuvelmans stesso." 
Shuker è autore di centinaia di articoli e di tredici libri. Numerosi criptidi oggetto di attenzione nell'ambito della criptozoologia sono stati inizialmente introdotti da lui. È consulente zoologico per il Guinness dei primati. Una specie di Loricifera, Pliciloricus shukeri, prende il nome da lui (2005).

## Libri
- Mystery Cats of the World, 1989
- Extraordinary Animals Worldwide, 1991
- The Lost Ark: New and Rediscovered Animals of the 20th Century, 1993
- Dragons - A Natural History, 1995
- In Search of Prehistoric Survivors, 1995
- The Unexplained, 1996
- From Flying Toads To Snakes With Wings, 1997
- Mysteries of Planet Earth, 1999
- The Hidden Powers of Animals, 2001
- The New Zoo: New and Rediscovered Animals of the Twentieth Century, 2002
- The Beasts That Hide From Man, 2003
- Extraordinary Animals Revisited, 2007
- Dr Shuker's Casebook, 2008

## Consulente/Contribuente
- Man and Beast, 1993
- Secrets of the Natural World, 1993
- Almanac of the Uncanny, 1995
- The Guinness Book of Records/Guinness World Records, 1997
- Mysteries of the Deep, 1998
- Guinness Amazing Future, 1999
- The Earth, 2000
- Monsters, 2001
- Chambers Dictionary of the Unexplained, 2007